# Fort św. Jakuba w Toruniu
Fort św. Jakuba w Toruniu (również Fort Jakuba, niem. Jakobsfort) – fort znajdujący się przy ul. gen. Sowińskiego 9 w Toruniu. Został zbudowany w latach 1828–1833, jako jeden z pierwszych elementów obrony Twierdzy Toruń. Jego zadaniem była obrona Torunia od wschodu. Stracił swoje militarne znaczenie po włączenia Torunia do Polski w 1920 roku. Obecnie po Forcie zachowała się wyłącznie redita.
W 1818 roku przygotowano plany pod budowę twierdzy. Fort Jakuba był budowany równocześnie z Przyczółkiem Mostowym. Plan budowy fortu zatwierdzono prawdopodobnie 20 grudnia 1827 roku. Pracę budowlane rozpoczęto ok. 1828 roku. Jako datę zakończenia budowy podaje się rok 1833, jednak według relacji Udo von Bonina, prace wykończeniowe trwały do 1840 roku.
Został zbudowany jako samodzielna cytadela, otwarta od strony miasta, o rozpiętości 300 m. W centrum znajdowała się 3-kondygnacyjna, 3-skrzydłowa redita koszarowa, mająca zaokrąglone końce bocznych skrzydeł. Redita od wschodu była zasłonięta wałem o grubości ponad 30 m.
Po 1920 roku zniwelowano większość obwodów wałów wokół Fortu, zasypano fosy oraz rozebrano budowle na placu broni i inne elementy murowane. Umocnienia ziemne przekształcono w poł. lat 30. XX wieku, podczas budowy ul. Traugutta. Na pocz. lat 50. XX wieku teren Fortu opuściło wojsko. Reditę przeznaczono do celów mieszkaniowych.
W 2010 roku rozpoczęto program wykwaterowań z mieszkań ulokowanych w dawnej redicie.